# Šeganje
Šeganje (cyr. Шегање) – wieś w Bośni i Hercegowinie, w Republice Serbskiej, w gminie Višegrad. W 2013 roku liczyła 283 mieszkańców.